# Kathedraal van Zaragoza
El Pilar (Spaans: Catedral-Basílica de Nuestra Señora del Pilar) is een rooms-katholieke kathedraal in het centrum van de Spaanse stad Zaragoza. Het is voor veel Spanjaarden een populair bedevaartsoord.

## Bedevaartsoord
De kathedraal vereert Maria onder haar titel Nuestra Señora del Pilar,  Onze-Lieve Vrouw van de Pilaar. Op deze plaats aan de rivier zou de Moeder Gods na haar dood aan Jakobus de Meerdere zijn verschenen. Ze vroeg aan Jacobus er een heiligdom te bouwen. Sindsdien is deze plek een bedevaartsoord, met nationale devotie. Volgens de traditie is het de eerste kerk met Mariaverschijningen.

## Architectuur
Op de locatie van de kathedraal zijn over de tijd meerdere kerken gebouwd. De huidige kathedraal werd in de periode 1681-1872 gebouwd. Ze is herbouwd in Spaanse barokstijl en is kenmerkend door de vier grote klokkentorens. Het is een van de weinige grote kathedralen in Spanje die volledig in barokstijl is gebouwd. Voor de kathedraal ligt een groot plein, waar de bedevaarders feesten vieren.
De verschillende koepels zijn versierd met fresco's, uitgevoerd door onder meer Goya. Daarnaast zijn er vele kapellen gewijd aan verschillende heiligen. Het hoofdaltaar is uitgevoerd in albast en is het werk van een Spaans meester uit de vroeg-16de eeuw. Het laat-gotische hoofdaltaar is gewijd aan de Tenhemelopneming van de Maagd. Het is een van de bekendere retabels in Spanje.

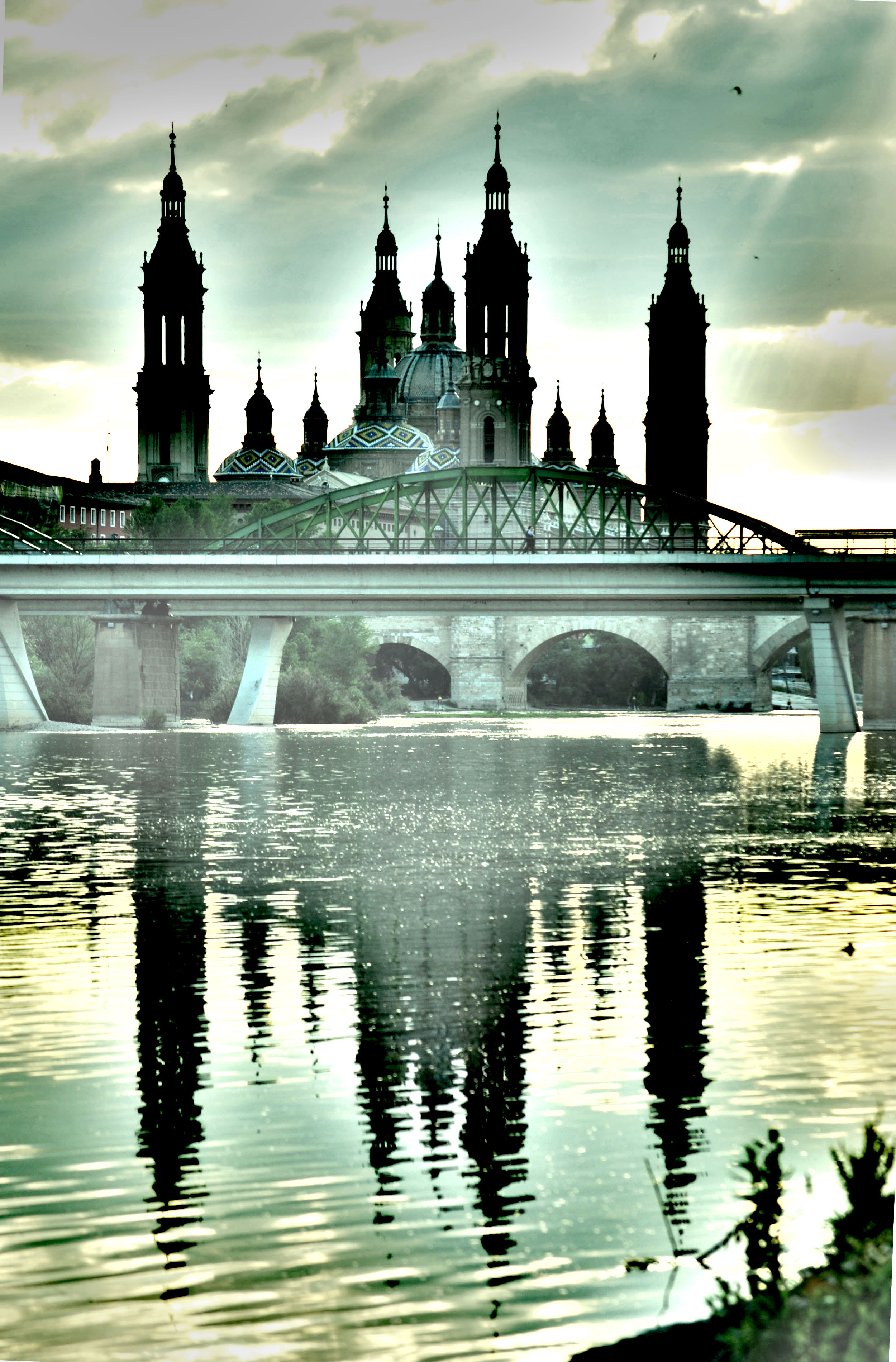
El Pilar gezien vanaf de Ebro
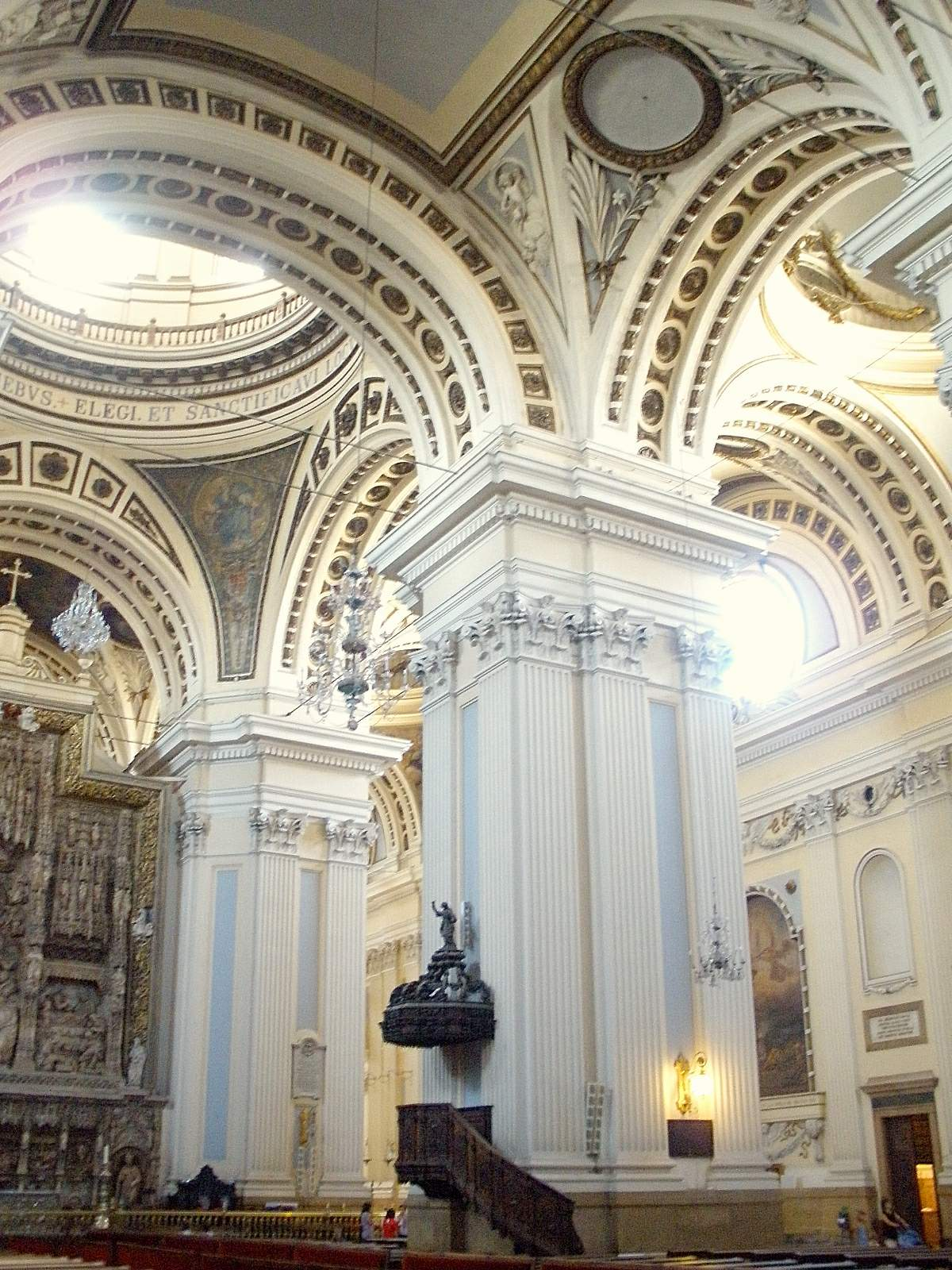
Interieur met preekstoel
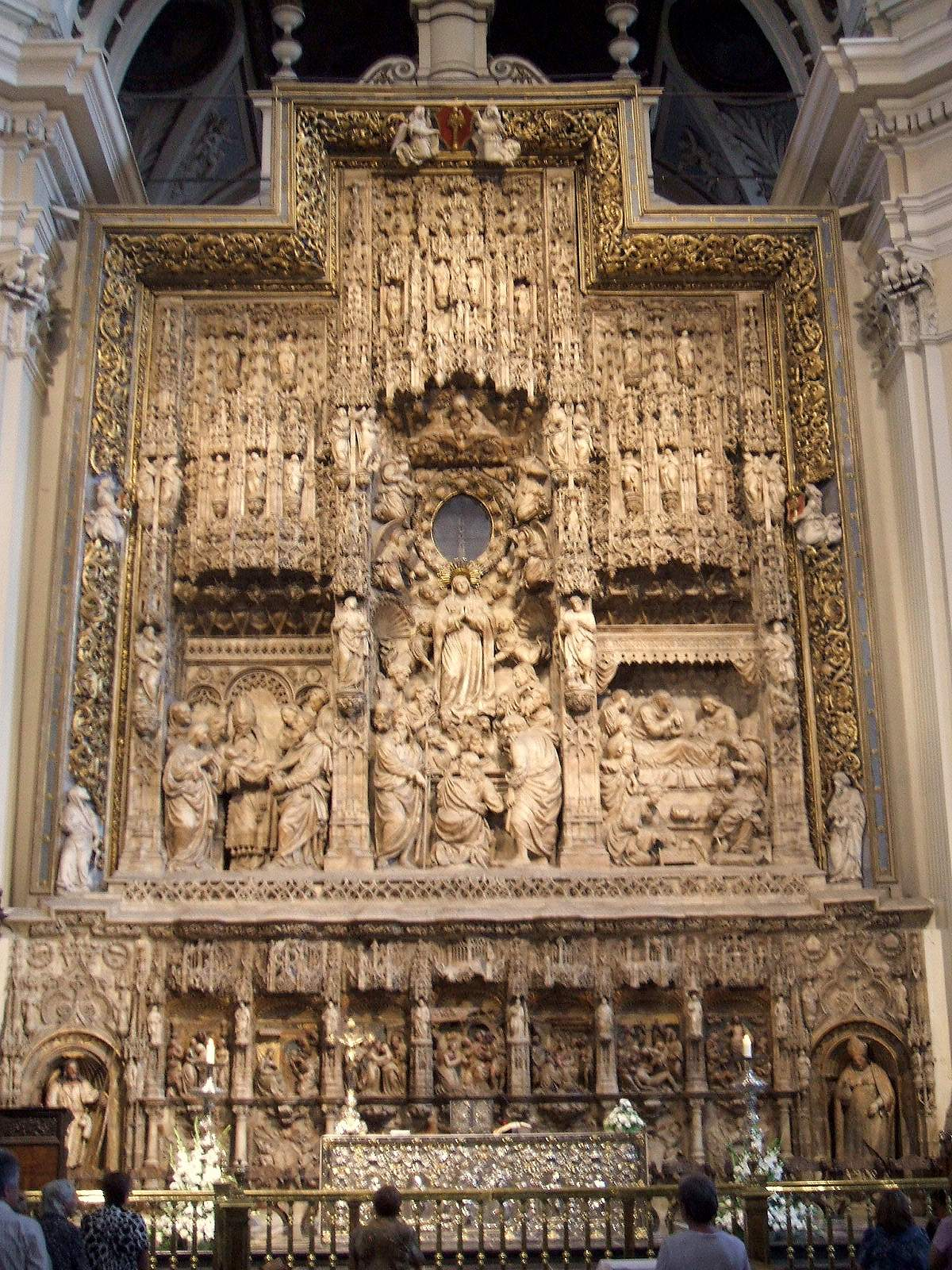
Hoogaltaar